# Pseudocalamobius taiwanensis
Pseudocalamobius taiwanensis är en skalbaggsart som beskrevs av Masaki Matsushita 1931. Pseudocalamobius taiwanensis ingår i släktet Pseudocalamobius och familjen långhorningar.
Artens utbredningsområde är Taiwan. Inga underarter finns listade i Catalogue of Life.